# Myrmarachne cowanii
Myrmarachne cowanii  (лат.) — вид аранеоморфных пауков из подсемейства Myrmarachninae семейства пауков-скакунов (Salticidae). Мадагаскар. Длина около 5 мм. Карапакс самцов красновато-оранжевый с белыми отметинами (у самок буровато-оранжевый). Моделями для подражания (мирмекоморфия) служат некоторые виды муравьёв. Близок к видам группы Myrmarachne formicaria, от которых отличается вытянутой формой тела.